# Лорен Брайс
Лорен Брайс (англ. Lauren Brice, 29.09.1962—03.07.2015) — американская порноактриса, лауреатка премии AVN Awards.

## Карьера
Снималась в фильмах для взрослых с 27 лет (1989 год) до 33 лет (1995 год), появившись в общей сложности в 85 фильмах. Снялась в Nightdreams II и 3, а также Deep Throat 4 (роль без секса) и 5. Также снялась в документальном фильме под названием True Legends of Adult Cinema: The Modern Video Era (1993).
Работала с такими студиями, как Caballero Home Video, Arrow Productions, Marlowe Sales, VCA Pictures, Evil Angel, Coast To Coast, Digital Dreams, Metro, Pleasure, Venus 99, Fantasy Home Video, Heatwave и другими.
Некоторые работы: Assumed Innocence, Best of Buttman, Deep Inside Racquel, Do it in the Road, Hate to See You Go, Kiss My Whip, Lady in Blue, Night Temptress, Raunchy Ranch, Shot in the Mouth.

## Смерть
Со слов жениха Брайс, она умерла от печёночной недостаточности 3 июля 2015 года.

## Премии
- 1991 AVN Awards победа — лучшая актриса, видео (Married Women — Plum Productions)[25]